# La abuela (pel·lícula de 2021)
La abuela és una pel·lícula espanyola de terror de 2022 dirigida per Paco Plaza i protagonitzada per Almudena Amor i Vera Valdez. Ha estat subtitulada al català.

## Sinopsi
Susana (Almudena Amor) ha de deixar la seva vida en París treballant com a model per a tornar a Madrid. La seva àvia Pilar (Vera Valdez) acaba de sofrir un vessament cerebral. Anys enrere, quan els pares de Susana van morir, la seva àvia la va criar com si fos la seva pròpia filla. Susana necessita trobar a algú que cuidi de Pilar, però el que haurien de ser només uns dies amb la seva àvia, s'acabaran convertint en un terrorífic malson.

## Repartiment
- Almudena Amor com Susana
- Vera Valdez com Pilar
- Karina Kolokolchykova com Eva
- Chacha Huang com a Cambrera

## Producció
La pel·lícula està produïda per Apatxe Films (Enrique López Lavigne), Atresmedia Cine i Sony Pictures, a més de comptar amb el suport d'Amazon Prime Video.
En unes notes publicades per la productora belga Scope, Paco Plaza desgrana algunes de les claus de la pel·lícula, on vincula la història de terror al subgènere de les possessions demoníaques i explica el gran tema de la pel·lícula: la vellesa.

## Rodatge
El rodatge de la pel·lícula es va dur a terme en l'estiu de 2020 filmant en localitzacions de Madrid i París.

## Estrena
Després de la seva estrena en sales, s'estrenarà a Amazon Prime Video. La pel·lícula va participar en la selecció oficial del 69è Festival Internacional de Cinema de Sant Sebastià (SSIFF). Es va estrenar el 22 de setembre de 2021 (6è dia). També es va projectar al LIV Festival Internacional de Cinema Fantàstic de Catalunya. La seva estrena en cinemes a Espanya estava prevista provisionalment per al 22 d'octubre de 2021, però es va endarrerir fins al 5 de gener de 2022, i posposada novament. Dinalment es va estrenar als cinemes el 28 de gener de 2022.

## Nominacions i premis
| Any  | Premi           | Categoria      | Nominat                       | Resultat  | Ref    |
| ---- | --------------- | -------------- | ----------------------------- | --------- | ------ |
| 2022 | IX Premis Feroz | Millor tràiler | Miguel Ángel Trudu            | Guanyador | [ 11 ] |
| 2022 | IX Premis Feroz | Millor pòster  | Octavio Terol, Jorge Alvariño | Nominat   | [ 11 ] |